# Natamicin
A natamicin (INN: natamycin) (E235) (más néven pimaricin) egy, a Streptomyces natalensis baktérium által termelt, természetes, antimikrobiális szerves vegyület. Az élelmiszeriparban tartósítószerként, valamint a gyógyszerészetben gombaölő szerként használják.

## Felhasználási területei

### Élelmiszeripar
Elsősorban a sajt gyártása és tartósítása során használják fel, például egyes sajtok penészedésének korlátozására, vagy fényes sajtkéreg kialakítására. 

### Gyógyszeripar
A natamicin szélesspektrumú fungicid hatóanyag, melyet általában gombás fertőzések kezelésére szoktak használni, például a Candida, Aspergillus, Cephalosporium, Fusarium és Penicillium törzsek esetében.
Különböző patogén gombák (az élesztőgombaszerű mikroorganizmusok, dermatophytonok és gombák, penészek) ellen és Candida-fajok ellen hatásos. Ezért leginkább olyan betegségek helyi kezelésére alkalmas, amelyekben a fenti kórokozók például a szájüregben, a külső hallójáratokban, körömágyban vagy a bőrön találhatók. A natamicin nem hat a baktériumokra.
A szervezetbe kerülve szinte egyáltalán nem szívódik fel, ezért a szisztémás gombás fertőzések kezelésére nem alkalmazható, csak lokális kezelésre.

#### Hatása
A natamicin a polién makrolidok csoportjába tartozó fungicid hatású szer (e csoport tagja még a nisztatin és amfotericin B is). Irreverzibilisen kötődik a sejtmembrán szterol komponenséhez, így a mikroorganizmusok sejtjeinek integritását és működését lehetetlenné teszi.

#### Készítmények
- Pimafucin 100 mg hüvelykúp (Leo Pharma A/S)
- Pimafucort kenőcs (Leo Pharma A/S)
- Pimafucort krém (Leo Pharma A/S)

## Egészségügyi hatások
A natamicinnek nincs akut mérgezése, de hosszú távon, rendkívül nagy mennyiségben adagolt natamicin esetén (2300 mg/testsúlykg) patkányoknál halált okozhat. Ennél kisebb adagokban (500 mg/testsúlykg) 2 éves intervallum esetén semmiféle károsító hatást nem mutatott. Embereknél ez az adag (500 mg/testsúlykg) több napon keresztül szedve émelygést, hányást és hasmenést okozhat, de a bélflórában tartós károsodást nem mutattak ki.